# Psychiatrisches Krankenhaus Rokiškis

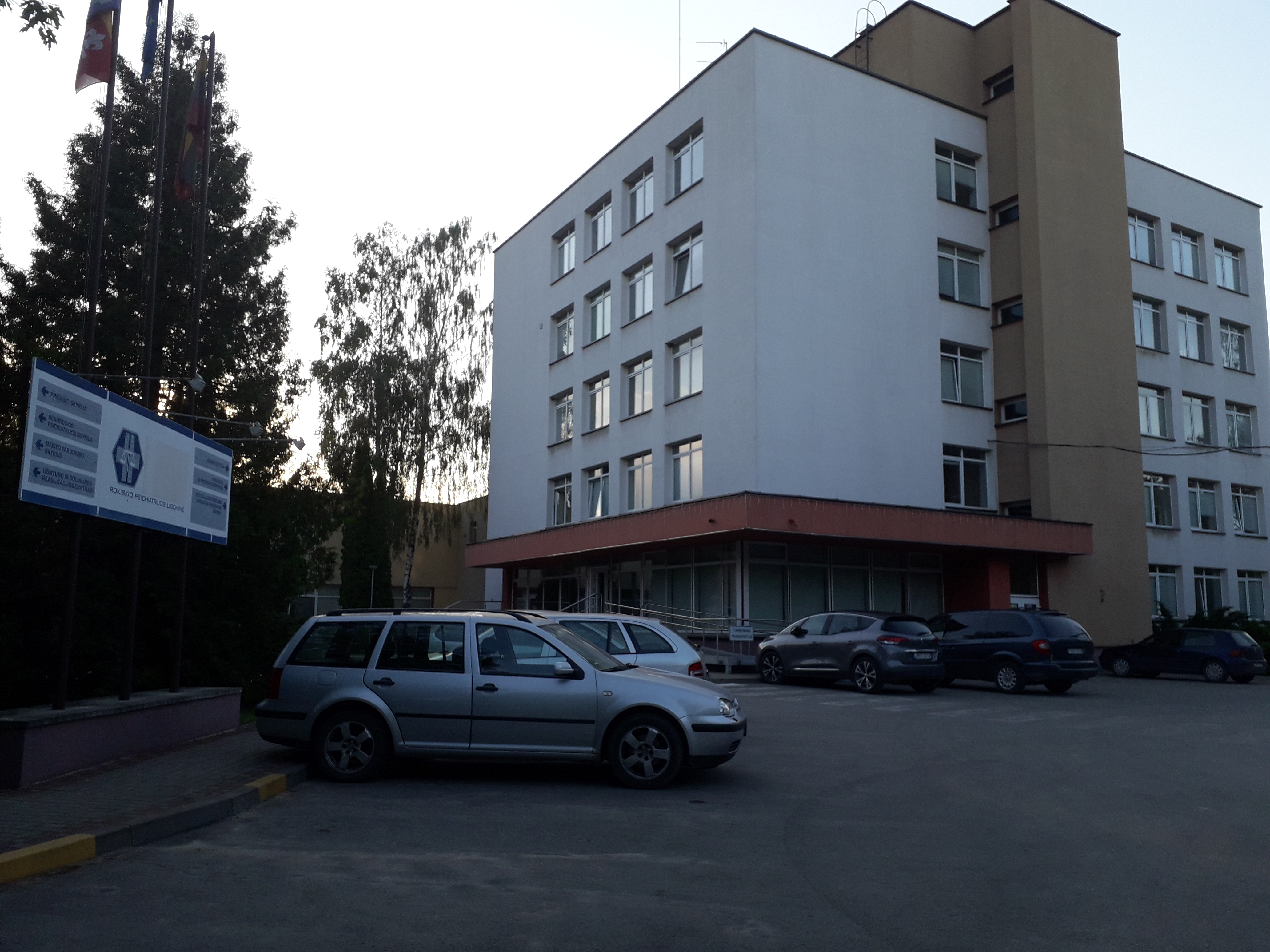
Psychiatrisches Krankenhaus Rokiškis

Das Psychiatrische Krankenhaus Rokiškis (litauisch Rokiškio psichiatrijos ligoninė; Abk. RPL) ist eine Psychiatrische Klinik in der Rajongemeinde Rokiškis, im Bezirk Panevėžys, Litauen. Der Träger ist das Gesundheitsministerium Litauens. Das psychiatrische Krankenhaus hat ein großes (mehr als 7 Hektar) Gebiet  mit Bereichen für Rehabilitation, Erholung, Beschäftigung, Berufsbildung und andere Zwecke. Die durchschnittliche Dauer der Behandlung der Patienten beträgt etwa 2 Jahre. 2013 wurden 1112 Patienten hospitalisiert, 1090 ausgeschrieben und 241 rehospitalisiert.

## Geschichte
1974 errichtete man die sowjetlitauische psychiatrische Klinik in der Stadt Rokiškis. Der erste Chefarzt von 1974 bis 1978 war A. Judickas. Am 17. Dezember 1991 gründete man eine Sonderabteilung für Behandlung der Straftäter aufgrund Verordnung der Regierung Litauens („Dėl specialiojo psichiatrijos skyriaus įsteigimo“). Im Jahr 2002 wurde beschlossen, alle unfreiwilligen Patienten Litauens im Psychiatrischen Krankenhaus Rokiškis zu konzentrieren. Zu diesem Zweck wurde ein Investitionsprojekt für den Wiederaufbau des Krankenhauses ausgearbeitet, das den Bau einer modernen Einrichtung mit 270 Betten ermöglichen wird. 2003 wurde mit dem Wiederaufbau des Krankenhauses begonnen. Am 16. Dezember 2014 weihte Lionginas Virbalas, katholischer Bischof von Panevėžys, eine Kapelle ein.